# Eristalis nemorum
Eristalis nemorum es una especie de mosca sírfida. Se encuentra en la región paleártica (Iberia, los Balcanes e Italia, Irlanda hacia el este a través de Europa Central, en Turquía y Rusia y en el Lejano Oriente ruso, Siberia y Japón) y en el neártico (Quebec al sur de Colorado).

## Descripción
La longitud de las alas es de 8,25 a 10,5 mm (0,325 a 0,413 pulgadas). Los pelos corporales son cortos. La cara densamente empolvada tiene una franja negra brillante. Los tarsos son oscuros. Los fémures posteriores son negros en los machos. El cuerpo posee pelo amarillo.